# Dominikus Lindner
Dominikus Lindner (* 17. Januar 1889 in Grafenwöhr; † 23. Juni 1974 in Freising) war ein deutscher Geistlicher und Kirchenrechtler.

## Leben
Nach der Priesterweihe am 29. Juni 1913 im Regensburger Dom promovierte er an der Theologischen Fakultät der Universität München am 13. Januar 1917 zum Doktor der Theologie. Am 18. Januar 1919 hielt er seine Probevorlesung für die Habilitation und wurde dann Privatdozent für Kirchenrecht in die Theologische Fakultät München. 1923 wurde er außerordentlicher Professor für Moraltheologie an die PTH Freising. 1930 wurde er ordentlicher Professor für Kirchenrecht in Freising.

## Schriften (Auswahl)
- Der usus matrimonii. Eine Untersuchung über seine sittliche Bewertung in der katholischen Moraltheologie alter und neuer Zeit. München 1929, OCLC 257449829.
- Die allgemeinen Fastendispensen in den jeweils bayerischen Gebieten seit dem Ausgang des Mittelalters. Ein Beitrag zur Geschichte des kirchlichen Dispensationswesens und Dispensationsrechtes. München 1935, OCLC 72603735.
- Die Lehre von der Inkorporation in ihrer geschichtlichen Entwicklung. München 1951, OCLC 797199978.
- Die Anstellung der Hilfspriester. Eine kirchenrechtsgeschichtliche Untersuchung. Hildesheim 1973, ISBN 3-8067-0318-3.